# O'Donnell (metropolitana di Madrid)
O'Donnell è una stazione della linea 6 della metropolitana di Madrid. Si trova sotto la calle del Doctor Esquerdo, in prossimità dell'incrocio con la Calle de O'Donnell.

## Storia
La stazione è stata inaugurata l'11 ottobre 1979 insieme al tratto Cuatro Caminos-Pacífico della linea 6.

## Accessi
Ingresso O'Donnell
- O'Donnell Calle del Doctor Esquerdo, 42 (angolo con Calle de O'Donnell)
- Casa de la Moneda Casa de la Moneda (angolo con Calle del Doctor Esquerdo, 38)
- J. Juan-Dr. Esquerdo, pari Calle del Doctor Esquerdo, 34 (angolo con Calle Jorge Juan)
- J. Juan-Dr. Esquerdo, dispari Calle del Doctor Esquerdo, 49 (angolo con Calle Jorge Juan)